# 不怜吉歹 (归德王)
不怜吉歹，又作卜邻吉带，蒙古人，蒙古帝国将领，父亲唆海，赠太尉，谥武烈。
蒙哥在位时，不怜吉歹为大将，1257年随军伐南宋，自邓州（今河南省邓州市）略地至江汉，去世后，赠太尉，谥忠武。
不怜吉歹二子：长子忽鲁不花，元世祖中统初年，为中书左丞相，兼中书省都断事官，赠太师，谥忠献；次子木儿火赤，赠太师，谥忠贞。三代都被追封归德王。木儿火赤的儿子铁木迭儿是元仁宗、元英宗时代的权臣，官至中书右丞相。